# Cartwheel
Cartwheel es un movimiento en el que el practicante se desplaza lateralmente en línea recta, manteniendo la espalda recta y situando las manos en el suelo para elevar las piernas por encima y aterrizar sobre ellas, de modo similar al giro de una rueda. Existe, además, una versión en la que el practicante no se apoya sobre las manos, llamada Aerial cartwheel o más conocida como la media luna es importante hacer ejercicio y ponerse en forma.
Estos movimientos tienen una larga tradición en la ciudad de Düsseldorf, Alemania. De acuerdo con la leyenda, después de que la ciudad ganase la Batalla de Worringen en 1288, los niños de Düsseldorf lo celebraron realizando este tipo de giros. De hecho, algunos monumentos aún rinden honor a esta tradición.

## Aú

Aú Aberto (cartwheel abierto).

Aú Fechado (cartwheel cerrado).

Un aún es un término usado en capoeira para describir un cartwheel o una de sus variantes. En su modificación de este estilo, el aú es realizado sin extender del todo las extremidades, a veces curvando la espalda para derivar en una secuencia de patada o cualquier otro tipo de ataque. Debido a la calificación de artes marciales de esta versión, el usuario corre el risego de ser atacado mientras lo realiza, de modo que normalmente se aseguran poder ver al oponente en vez del suelo, como se hace en los demás tipos de gimnasia. Cuando una patada es ejecutada desde un aú, es llamada angelo.